# Храм Вознесения Господня (Горки)
Храм Вознесе́ния Госпо́дня — православный храм в городе Горки Могилёвской области. Находясь в центральной части города, храм, по состоянию на 1986 год, замыкал собой перспективу улицы Кузнецова. Является памятником архитектуры русского стиля.

## История
По одной из версий, проект кирпичной церкви составил архитектор А. Кампиони, и в 1863 году состоялось её возведение при Горыгорецком земледельческом училище.
По другой версии, автором проекта храма, выполненного в русском стиле, был епархиальный архитектор В. Шестаков. Заказчиком же строительства церкви, датируемого 1845—1850 годами, выступил местный помещик Пётр Сакович. Согласно недатированному описанию храма из фондов ИИМК, он был построен за счёт казённых средств. Месторасположением церкви было выбрано ровное место, находившееся «на отдельной площади, в Казимировской части» на полуострове между реками Пропью и Паросицей. Освящение храма состоялось 26 ноября 1850 года при архиепископе Могилёвском и Мстиславском Анатолии (Мартыновском).
Настоятелем храма на данный момент является священник Андрей Выговский.

## Архитектура
Для храма, являющегося крестово-купольным, характерна каноническая четырёхчастная композиция, составными элементами которой являются прямоугольные объёмы притвора, трапезной, молитвенного зала с боковыми приделами и апсиды. Завершением средокрестия служит одна из вертикальных доминант в силуэте храма, а именно большой цилиндрический (круглый) световой барабан с массивным купольным покрытием. Над притвором возведена одноярусная шатровая звонница, представляющая собой вторую вертикальную доминанту церкви. В качестве креповки фасадов, завершённых закомарами, использованы лопатки, арочные ниши и круглые розетки. Как декор высоких и узких арочных оконных проёмов выступают пластичные килевидные наличники, похожие на русские кокошники. В качестве способа оформления входа избран килевидный портал.
Господствующим элементом интерьера является пространство средокрестия, учитывая высоту барабана и сферического купола, увеличивающую его. Опорой барабану и куполу служат угловые пилоны, при этом промежуточным элементом выступают паруса. Перекрытием же приделов, или боковых частей трансепта, для освещения которых использованы строенные оконные проёмы, являются цилиндрические своды на распалубках. Прямоугольную апсиду открывает широкий арочный просвет. Для отделения бабинца от основного нефа применены полуциркульные арки.
Согласно недатированному описанию храма из фондов ИИМК, эта кирпичная церковь без хора, обращённая алтарём на восток, достигала в высоту 34 аршина, в длину — 38 аршинов, а в ширину — 34 аршина. В храме внизу того места, где размещался купол, находилась обведённая железная решётка с отступом от стены на один аршин. Колоколов на звоннице в то время насчитывалось шесть штук.

## Иконостас
Согласно недатированному описанию храма из фондов ИИМК, новый двухъярусный иконостас был выполнен из дерева. Форма верхушки деревянных резных позолоченных царских врат была выбрана простая, а именно в виде прямой линии. В храме имелось «живописное, с деревянными вызолоченными лицами» изображение Св. Духа, прикреплённое к верхнему ярусу иконостаса, над царскими вратами. Храм был местом размещения для иконостасов из «двух предшествовавших древних церквей».
Современный трёхъярусный позолоченный иконостас украшен резьбой и выполнен из дерева в традициях ретроспективно-русского стиля.

## Иконы и реликвии
Согласно недатированному описанию храма из фондов ИИМК, в иконостасе, алтаре, по стенам и в ризнице имелись иконы старого письма. Византийские или русские они были, не было установлено. В иконостасе находилась икона Божией Матери из двух предыдущих деревянных храмов, которая была написана в 1671 году и «исправлена прихожанами». В праздник Воскресенского храма в Горках устраивался крестный ход с молитвами, во время которого носили местночтимый образ Божией Матери в серебряном (низкой пробы) окладе, хранившийся в церкви.
Также в храме хранились напрестольное Евангелие 1654 года, выполненное в малом формате «с серебряными образами и таковыми репьями» и «обложенное бархатом», и Амфилогион, датировавшийся временем царя Фёдора Алексеевича и патриарха Иоакима и напечатанный «при Архиерейской Черниговской Лавре».

## Комментарии
1. ↑  По мнению исследовательницы Е. Ю. Петросовой, это бабинец. См.: Пятросава А. Ю. Царква Ушэсця // Збор помнікаў гісторыі і культуры Беларусі. Магілёўская вобласць. — Минск: БелСЭ, 1986. — С. 193—194. — 408 с. — 5500 экз.
2. ↑  Исследовательница Е. Ю. Петросова характеризует эти элементы как неглубокие декоративные ниши круглой и полуциркульной формы. См.: Пятросава А. Ю. Царква Ушэсця // Збор помнікаў гісторыі і культуры Беларусі. Магілёўская вобласць. — Минск: БелСЭ, 1986. — С. 193—194. — 408 с. — 5500 экз.